# ألان غوردون (لاعب كريكت)
ألان غوردون (29 مارس 1944 - 15 مارس 2007) (بالإنجليزية: Alan Gordon)‏ هو لاعب كريكت بريطاني.